# BMO Plaza
BMO Plaza, anteriormente M&I Plaza, es un edificio de oficinas de gran altura ubicado en 135 North Pennsylvania Street en la ciudad de Indianápolis, en el estado de Indiana (Estados Unidos). Se completó en 1988 y actualmente es el sexto edificio más alto de la ciudad, con 122 m y 28 pisos. Se utiliza principalmente para oficinas. Con 40,160 m², BMO Plaza es el noveno edificio de oficinas más grande del centro, según las estadísticas de IBJ. Los inquilinos incluyen BMO Harris Bank, el Departamento de Defensa  y General Electric Capital Services.

## Historia
El edificio fue desarrollado como First Indiana Plaza por Phillip R. Duke and Associates, con sede en Indianápolis, y la construcción se inició a mediados de 1986 tras la demolición del garaje de estacionamiento Denison de siete pisos en el sitio. Cuando el edificio se inauguró en abril de 1988, servía como sede del First Indiana Federal Savings Bank, el principal inquilino del edificio.
En septiembre de 2008, el edificio pasó a llamarse M&I Plaza tras la adquisición de First Indiana por Marshall & Ilsley Corporation a principios de ese año. Tres años más tarde, el edificio cambió de nombre por segunda vez a BMO Plaza.
Durante finales del siglo XIX, el solar había estado ocupado por el Hotel Denison.